# Saison 1996-1997 du Stade rennais FC
Maillots
Chronologie
Saison précédente Saison suivante
La saison 1996-1997 du Stade rennais football club débute le 22 juin 1996 avec la première journée des poules de la Coupe Intertoto, pour se terminer le 24 mai 1997 avec la dernière journée du Championnat de France de Division 1.
Le Stade rennais FC est également engagé en Coupe de France et en Coupe de la ligue.

## Résumé de la saison
À l'intersaison, la succession de Michel Le Milinaire est le principal souci du Stade rennais. Le technicien, âgé de 65 ans, ne peut plus légalement entraîner le club breton, et sa demande de dérogation auprès de la commission du statut des éducateurs est rejetée. Malgré tout, Le Milinaire demeure au club pour diriger l'équipe première, mais c'est son adjoint, Yves Colleu, qui en prend officiellement les rênes pour sa première expérience à la tête d'une équipe professionnelle. 
La période des transferts voit le départ de plusieurs titulaires, au premier rang desquels Marco Grassi, Jean-Pierre Cyprien, Pascal Fugier, Jean-Christophe Thomas et Stéphane Ziani. Pour les remplacer, le recrutement réalisé par le manager général Gérard Lefillatre est pour le moins international, avec les arrivées d'un Roumain (Papură), d'un Norvégien (Rekdal) et de deux Écossais (Johnston et Smith), 63 ans après Kelly et McCloy. Plus habitués aux joutes du championnat de France, Stéphane Mahé et Stéphane Guivarc'h arrivent également. Ce dernier est cependant prêté par l'AJ Auxerre, champion de France en titre, et vient compenser le départ de Grassi. Enfin, le club fait signer plusieurs jeunes talents, issus de son centre de formation, comme Yoann Bigné et Saliou Lassissi, ou recrutés à l'extérieur, comme Nicolas Goussé et Fabien Debec.
La saison débute extrêmement tôt, le club étant engagé en Coupe Intertoto à la suite de sa huitième place obtenue la saison précédente. Versé dans la poule 6, il entame la compétition de la meilleure des façons en l'emportant sur le terrain de l'Hapoël Tel-Aviv grâce à un doublé de Guivarc'h. Deux défaites concédées face aux Suisses du FC Lucerne et aux Croates de Segesta Sisak plus tard, la qualification pour le tour suivant se trouve hypothéquée, avant d'être définitivement enterrée le week-end suivant avec un match nul concédé devant les Suédois d'Örgryte. Consolation, Guivarc'h s'est déjà affirmé comme une recrue de choix sur le front de l'attaque, ayant inscrit quatre buts en autant de matchs.
Le festival Guivarc'h se poursuit en D1, permettant au club de réaliser une bonne première partie de saison. Installé au milieu du classement, le SRFC atteint la fin de la phase aller à une honorable douzième place, à sept points du premier relégable. Autour de la nouvelle année, une victoire de prestige devant Marseille et une qualification en Coupe de la ligue contre Lyon permettent à Guivarc'h d'inscrire la bagatelle de six buts en deux rencontres (un triplé et un coup du chapeau). 
Et puis, à partir de la fin janvier, le Stade rennais marque le pas. Éliminé coup sur coup de la Coupe de la ligue et de la Coupe de France, le SRFC n'arrive plus à marquer en championnat, enchaîne une série de résultats forcément négatifs, et chute au classement. Au début d'avril, les « Rouge et Noir » pointent à la quinzième place, à un seul petit point du premier relégable. Sans gagner beaucoup plus (une seule victoire sera à mettre au crédit des Rennais lors des quinze dernières journées de championnat), les hommes d'Yves Colleu et de Michel Le Milinaire redressent la barre tant bien que mal, grâce notamment à une attaque retrouvée. Le maintien est finalement assuré après un pénible match nul obtenu route de Lorient devant l'En Avant de Guingamp (1 - 1) lors de l'avant-dernière journée de championnat.
Seizième du classement final, le Stade rennais remplit son objectif initial, le maintien en D1. Victime comme la saison précédente de problèmes récurrents pour obtenir des résultats à l'extérieur, il n'aura néanmoins pas remporté la moindre victoire loin de ses bases, ce qui n'empêche pas Stéphane Guivarc'h d'obtenir le titre de meilleur buteur de D1, succédant au palmarès aux Rennais Walter Kaiser (1932-1933) et Jean Grumellon (1949-1950).
Enfin, la fin de saison rennaise est celle des projets. Dix ans après la construction de la tribune « Lorient », le conseil municipal de la Ville de Rennes vote la rénovation du stade de la route de Lorient, matérialisée par la construction de deux nouvelles tribunes permettant de passer de 7 342 à 20 000 places assises, pour un investissement total de 62 millions de francs. La rénovation du stade est ainsi préférée à la construction d'une nouvelle enceinte, option financièrement inabordable. Enfin, est décidée la création d'un nouveau centre d'entraînement, implanté au lieu-dit la Piverdière.

## Transferts en 1996-1997
| Nom                    | Nationalité   | Provenance/Destination        |
| Arrivées               |               |                               |
| Yoann Bigné            | France        | Formé au club                 |
| Fabien Debec           | France        | Olympique lyonnais            |
| Farid Diaf             | France        | Olympique d'Alès en Cévennes  |
| Fritz Émeran           | Rwanda        | Formé au club                 |
| Nicolas Goussé         | France        | CSC Thouars                   |
| Stéphane Guivarc'h     | France        | AJ Auxerre (prêt)             |
| Allan Johnston         | Écosse        | Heart of Midlothian           |
| Saliou Lassissi        | Côte d'Ivoire | Formé au club                 |
| Stéphane Mahé          | France        | Paris Saint-Germain           |
| Corneliu Papură        | Roumanie      | FC Universitatea Craiova      |
| Kjetil Rekdal          | Norvège       | Lierse SK                     |
| Gary Smith             | Écosse        | Aberdeen FC                   |
| Départs                |               |                               |
| Gwenaël Corbin         | France        | AS Angoulême                  |
| Jean-Pierre Cyprien    | France        | Neuchâtel Xamax FC            |
| Olivier Dall'Oglio     | France        | arrêt                         |
| Fritz Émeran           | Rwanda        | Stade poitevin (prêt)         |
| Pascal Fugier          | France        | Montpellier HSC               |
| Marco Grassi           | Suisse        | AS Monaco                     |
| Allan Johnston         | Écosse        | Sunderland AFC                |
| David Merdy            | France        | A Troyes AC (prêt)            |
| Samuel Michel          | France        | FC Sochaux-Montbéliard (prêt) |
| Jean-Christophe Thomas | France        | AS Saint-Étienne              |
| Stéphane Ziani         | France        | FC Girondins de Bordeaux      |

## L'effectif de la saison
| Poste¹ | Nat.² | Nom                     | Naissance         | Sélection³ | Championnat | Championnat | Coupe France | Coupe France | Coupe Ligue | Coupe Ligue | Intertoto | Intertoto   | Total Saison | Total Saison | Notes                              |
| Poste¹ | Nat.² | Nom                     | Naissance         | Sélection³ | M           | But inscrit | M            | But inscrit  | M           | But inscrit | M         | But inscrit | M            | But inscrit  | Notes                              |
| ------ | ----- | ----------------------- | ----------------- | ---------- | ----------- | ----------- | ------------ | ------------ | ----------- | ----------- | --------- | ----------- | ------------ | ------------ | ---------------------------------- |
| A      | FRA   | Pierre-Yves André       | 14 mai 1974       | -          | 30          | 1           | 2            | 0            | 3           | 0           | 0         | 0           | 35           | 1            |                                    |
| M      | FRA   | Yoann Bigné             | 23 août 1977      | -          | 11          | 0           | 1            | 0            | 1           | 0           | 0         | 0           | 13           | 0            |                                    |
| D      | FRA   | Patrice Carteron        | 30 juillet 1970   | -          | 35          | 2           | 2            | 0            | 3           | 0           | 4         | 0           | 44           | 2            |                                    |
| M      | FRA   | Ousmane Dabo            | 8 février 1977    | -          | 24          | 1           | 0            | 0            | 0           | 0           | 2         | 0           | 26           | 1            |                                    |
| A      | FRA   | Jean-Claude Darcheville | 25 juillet 1975   | -          | 9           | 1           | 0            | 0            | 0           | 0           | 2         | 0           | 11           | 1            |                                    |
| G      | FRA   | Fabien Debec            | 18 janvier 1976   | -          | 0           | 0           | 0            | 0            | 0           | 0           | 1         | 0           | 1            | 0            |                                    |
| D      | FRA   | François Denis          | 14 mai 1964       | -          | 26          | 1           | 2            | 0            | 3           | 0           | 4         | 0           | 35           | 1            |                                    |
| M      | FRA   | Farid Diaf              | 19 avril 1971     | -          | 1           | 0           | 0            | 0            | 1           | 0           | 4         | 0           | 6            | 0            |                                    |
| D      | RWA   | Fritz Émeran            | 28 mars 1976      | A          | 0           | 0           | 0            | 0            | 0           | 0           | 3         | 0           | 3            | 0            | Prêté en juillet - août à Poitiers |
| A      | FRA   | Nicolas Goussé          | 2 janvier 1976    | -          | 5           | 0           | 0            | 0            | 0           | 0           | 1         | 0           | 6            | 0            |                                    |
| A      | FRA   | Stéphane Guivarc'h      | 6 septembre 1970  | -          | 36          | 22          | 2            | 1            | 3           | 3           | 4         | 4           | 45           | 30           |                                    |
| G      | FRA   | Tony Heurtebis          | 15 janvier 1975   | -          | 10          | 0           | 0            | 0            | 0           | 0           | 0         | 0           | 10           | 0            |                                    |
| M      | FRA   | Laurent Huard           | 26 août 1973      | -          | 31          | 3           | 2            | 1            | 3           | 1           | 4         | 0           | 40           | 5            |                                    |
| D      | DEN   | Brian Jensen            | 23 avril 1968     | A          | 11          | 0           | 0            | 0            | 0           | 0           | 1         | 0           | 12           | 0            |                                    |
| A      | SCO   | Allan Johnston          | 14 décembre 1974  | -          | 23          | 2           | 2            | 0            | 1           | 0           | 1         | 0           | 27           | 2            | Transféré en février à Sunderland  |
| M      | FRA   | Loïc Lambert            | 25 octobre 1966   | -          | 31          | 0           | 2            | 0            | 3           | 0           | 3         | 0           | 39           | 0            |                                    |
| M      | CIV   | Saliou Lassissi         | 15 août 1978      | A          | 21          | 0           | 2            | 0            | 3           | 1           | 2         | 0           | 28           | 1            |                                    |
| A      | FRA   | Benoît Le Bris          | 1er décembre 1976 | -          | 0           | 0           | 0            | 0            | 0           | 0           | 3         | 0           | 3            | 0            |                                    |
| D      | FRA   | Régis Le Bris           | 6 décembre 1975   | -          | 2           | 0           | 0            | 0            | 0           | 0           | 2         | 0           | 4            | 0            |                                    |
| M      | FRA   | Ulrich Le Pen           | 23 janvier 1974   | -          | 14          | 0           | 0            | 0            | 0           | 0           | 4         | 0           | 18           | 0            |                                    |
| D      | FRA   | Stéphane Mahé           | 23 septembre 1968 | A'         | 33          | 0           | 2            | 1            | 2           | 0           | 2         | 0           | 39           | 1            |                                    |
| A      | FRA   | David Merdy             | 19 décembre 1975  | -          | 0           | 0           | 0            | 0            | 0           | 0           | 3         | 1           | 3            | 1            | Prêté en juillet - août à Troyes   |
| G      | YUG   | Goran Pandurović        | 16 juillet 1963   | A          | 28          | 0           | 2            | 0            | 3           | 0           | 3         | 0           | 36           | 0            |                                    |
| D      | ROU   | Corneliu Papură         | 5 septembre 1973  | A          | 26          | 2           | 1            | 0            | 2           | 0           | 0         | 0           | 29           | 2            |                                    |
| M      | NOR   | Kjetil Rekdal           | 6 janvier 1968    | A          | 31          | 2           | 2            | 0            | 2           | 1           | 0         | 0           | 35           | 3            |                                    |
| D      | FRA   | Mikaël Silvestre        | 9 août 1977       | -          | 16          | 0           | 1            | 0            | 1           | 0           | 0         | 0           | 18           | 0            |                                    |
| D      | SCO   | Gary Smith              | 25 mars 1971      | -          | 15          | 0           | 0            | 0            | 1           | 0           | 1         | 0           | 17           | 0            |                                    |
| A      | FRA   | David Voisin            | 12 octobre 1975   | -          | 1           | 0           | 0            | 0            | 1           | 0           | 1         | 0           | 3            | 0            |                                    |
| A      | FRA   | Sylvain Wiltord         | 10 mai 1974       | -          | 35          | 3           | 2            | 0            | 3           | 0           | 0         | 0           | 40           | 3            |                                    |

- 1 : G, Gardien de but ; D, Défenseur ; M, Milieu de terrain ; A, Attaquant
- 2 : Nationalité sportive, certains joueurs possédant une double-nationalité
- 3 : sélection la plus élevée obtenue

## Les rencontres de la saison

### Liste
| Match | Date         | Compétition       | Tour        | Adversaire      | Lieu ¹ | Score    | Class.   | Buteurs pour le Stade rennais |
| ----- | ------------ | ----------------- | ----------- | --------------- | ------ | -------- | -------- | ----------------------------- |
| 1     | 22 juin      | Coupe Intertoto   | Poules - J1 | Hapoël Tel-Aviv | E      | 2–0      | 2        | Guivarc'h                     |
| 2     | 6 juillet    | Coupe Intertoto   | Poules - J3 | Lucerne         | D      | 1–2      | 4        | Merdy                         |
| 3     | 14 juillet   | Coupe Intertoto   | Poules - J4 | Segesta Sisak   | E      | 1-2      | 4        | Guivarc'h                     |
| 4     | 20 juillet   | Coupe Intertoto   | Poules - J5 | Örgryte         | D      | 1–1      | 4        | Guivarc'h                     |
| 5     | 10 août      | Division 1        | 1           | Bastia          | E      | 0–2      | 19       |                               |
| 6     | 16 août      | Division 1        | 2           | Nice            | D      | 3–1      | 9        | Wiltord Johnston Guivarc'h    |
| 7     | 24 août      | Division 1        | 3           | Lille           | E      | 1-3      | 13       | Guivarc'h                     |
| 8     | 28 août      | Division 1        | 4           | Bordeaux        | D      | 1–1      | 13       | Guivarc'h                     |
| 9     | 3 septembre  | Division 1        | 5           | Marseille       | E      | 1–3      | 15       | Denis                         |
| 10    | 6 septembre  | Division 1        | 6           | Strasbourg      | D      | 2-0      | 14       | Johnston Guivarc'h            |
| 11    | 14 septembre | Division 1        | 7           | Caen            | E      | 0–0      | 14       |                               |
| 12    | 20 septembre | Division 1        | 8           | Nancy           | D      | 1–0      | 12       | Wiltord                       |
| 13    | 28 septembre | Division 1        | 9           | Nantes          | E      | 3–3      | 12       | Guivarc'h Huard               |
| 14    | 2 octobre    | Division 1        | 10          | Montpellier     | D      | 2–0      | 9        | Guivarc'h Huard               |
| 15    | 5 octobre    | Division 1        | 11          | Monaco          | E      | 1–3      | 13       | Guivarc'h                     |
| 16    | 13 octobre   | Division 1        | 12          | Cannes          | D      | 3-0      | 8        | Guivarc'h Papură              |
| 17    | 19 octobre   | Division 1        | 13          | Lens            | E      | 0-2      | 10       |                               |
| 18    | 25 octobre   | Division 1        | 14          | Paris SG        | D      | 2-1      | 7        | Guivarc'h                     |
| 19    | 2 novembre   | Division 1        | 15          | Lyon            | E      | 0–2      | 10       |                               |
| 20    | 6 novembre   | Division 1        | 16          | Le Havre        | D      | 1–1      | 10       | Wiltord                       |
| 21    | 13 novembre  | Division 1        | 17          | Metz            | E      | 0-2      | 12       |                               |
| 22    | 16 novembre  | Division 1        | 18          | Auxerre         | D      | 1-0      | 9        | Guivarc'h                     |
| 23    | 23 novembre  | Division 1        | 19          | Guingamp        | E      | 0-1      | 12       |                               |
| 24    | 29 novembre  | Division 1        | 20          | Nice            | E      | 1–3      | 14       | Guivarc'h                     |
| 25    | 7 décembre   | Division 1        | 21          | Lille           | D      | 2-0      | 11       | Carteron Rekdal               |
| 26    | 11 décembre  | Coupe de la ligue | 1/16 finale | Le Havre        | D      | 1-0      | 1-0      | Huard                         |
| 27    | 14 décembre  | Division 1        | 22          | Bordeaux        | E      | 0-2      | 12       |                               |
| 28    | 20 décembre  | Division 1        | 23          | Marseille       | D      | 4-2      | 10       | Guivarc'h André               |
| 29    | 15 janvier   | Coupe de la ligue | 1/8 finale  | Lyon            | D      | 4-3      | 4-3      | Rekdal Guivarc'h              |
| 30    | 18 janvier   | Coupe de France   | 1/32 finale | Reims (N3)      | E      | 3-2      | 3-2      | Huard Mahé Guivarc'h          |
| 31    | 25 janvier   | Division 1        | 24          | Strasbourg      | E      | 0–3      | 12       |                               |
| 32    | 28 janvier   | Coupe de la ligue | 1/4 finale  | Montpellier     | E      | 1-2 a.p. | 1-2 a.p. | Lassissi                      |
| 33    | 1er février  | Division 1        | 25          | Caen            | D      | 1-1      | 12       | Huard                         |
| 34    | 8 février    | Coupe de France   | 1/16 finale | Troyes (D2)     | D      | 0-1      | 0-1      |                               |
| 35    | 14 février   | Division 1        | 26          | Nancy           | E      | 0-1      | 12       |                               |
| 36    | 21 février   | Division 1        | 27          | Nantes          | D      | 0–1      | 13       |                               |
| 37    | 8 mars       | Division 1        | 28          | Montpellier     | E      | 0–0      | 13       |                               |
| 38    | 13 mars      | Division 1        | 29          | Monaco          | D      | 0-3      | 14       |                               |
| 39    | 22 mars      | Division 1        | 30          | Cannes          | E      | 0–1      | 15       |                               |
| 40    | 26 mars      | Division 1        | 31          | Lens            | D      | 2–2      | 15       | Guivarc'h Carteron            |
| 41    | 5 avril      | Division 1        | 32          | Paris SG        | E      | 1-1      | 15       | Guivarc'h                     |
| 42    | 16 avril     | Division 1        | 33          | Lyon            | D      | 2-1      | 14       | Papură Dabo                   |
| 43    | 26 avril     | Division 1        | 34          | Le Havre        | E      | 1–1      | 15       | Guivarc'h                     |
| 44    | 30 avril     | Division 1        | 35          | Metz            | D      | 1–3      | 16       | Guivarc'h                     |
| 45    | 3 mai        | Division 1        | 36          | Auxerre         | E      | 1-4      | 16       | Guivarc'h                     |
| 46    | 17 mai       | Division 1        | 37          | Guingamp        | D      | 1-1      | 16       | Rekdal                        |
| 47    | 24 mai       | Division 1        | 38          | Bastia          | D      | 1–3      | 16       | Darcheville                   |

- 1 N : terrain neutre ; D : à domicile ; E : à l'extérieur ; drapeau : pays du lieu du match international

## Bilan des compétitions
| Compétition       | Vainqueur final                        | Débute au tour | Place ou tour final | Première rencontre | Dernière rencontre | Nombre |
| ----------------- | -------------------------------------- | -------------- | ------------------- | ------------------ | ------------------ | ------ |
| Coupe Intertoto   | EA Guingamp Karlsruher SC Silkeborg IF | Poules         | 4e du Groupe 6      | 22 juin 1996       | 20 juillet 1996    | 4      |
| Division 1        | AS Monaco                              | 1re journée    | 16e                 | 10 août 1996       | 24 mai 1997        | 38     |
| Coupe de la ligue | RC Strasbourg                          | 1/16 de finale | 1/4 de finale       | 11 décembre 1996   | 28 janvier 1997    | 3      |
| Coupe de France   | OGC Nice                               | 1/32 de finale | 1/16 de finale      | 18 janvier 1997    | 8 février 1997     | 2      |

### Division 1

#### Classement
| Rang | Équipe   | Pts | J  | G  | N  | P  | Bp | Bc | Diff |
| ---- | -------- | --- | -- | -- | -- | -- | -- | -- | ---- |
| 13   | Lens     | 45  | 38 | 12 | 9  | 17 | 40 | 52 | -12  |
| 14   | Le Havre | 43  | 38 | 10 | 13 | 15 | 34 | 43 | -9   |
| 15   | Cannes   | 41  | 38 | 9  | 14 | 15 | 25 | 41 | -16  |
| 16   | Rennes   | 40  | 38 | 10 | 10 | 18 | 40 | 58 | -18  |
| 17   | Caen     | 37  | 38 | 7  | 16 | 15 | 35 | 46 | -11  |
| 18   | Nancy    | 37  | 38 | 9  | 10 | 19 | 33 | 51 | -18  |
| 19   | Lille    | 35  | 38 | 8  | 11 | 19 | 32 | 58 | -26  |

#### Résultats
| Total | Total | Total | Total | Total | Total | Total | Total | Domicile | Domicile | Domicile | Domicile | Domicile | Domicile | Extérieur | Extérieur | Extérieur | Extérieur | Extérieur | Extérieur |
| J     | G     | N     | P     | Bp    | Bc    | Diff  | Pts   | G        | N        | P        | Bp       | Bc       | Diff     | G         | N         | P         | Bp        | Bc        | Diff      |
| ----- | ----- | ----- | ----- | ----- | ----- | ----- | ----- | -------- | -------- | -------- | -------- | -------- | -------- | --------- | --------- | --------- | --------- | --------- | --------- |
| 38    | 10    | 10    | 18    | 40    | 58    | -18   | 40    | 10       | 5        | 4        | 30       | 21       | +9       | 0         | 5         | 14        | 10        | 37        | -27       |

#### Résultats par journée
| Journée   | 01 | 02 | 03 | 04 | 05 | 06 | 07 | 08 | 09 | 10 | 11 | 12 | 13 | 14 | 15 | 16 | 17 | 18 | 19 | 20 | 21 | 22 | 23 | 24 | 25 | 26 | 27 | 28 | 29 | 30 | 31 | 32 | 33 | 34 | 35 | 36 | 37 | 38 |
| --------- | -- | -- | -- | -- | -- | -- | -- | -- | -- | -- | -- | -- | -- | -- | -- | -- | -- | -- | -- | -- | -- | -- | -- | -- | -- | -- | -- | -- | -- | -- | -- | -- | -- | -- | -- | -- | -- | -- |
| Terrain   | E  | D  | E  | D  | E  | D  | E  | D  | E  | D  | E  | D  | E  | D  | E  | D  | E  | D  | E  | E  | D  | E  | D  | E  | D  | E  | D  | E  | D  | E  | D  | E  | D  | E  | D  | E  | D  | D  |
| Résultats | D  | V  | D  | N  | D  | V  | N  | V  | N  | V  | D  | V  | D  | V  | D  | N  | D  | V  | D  | D  | V  | D  | V  | D  | N  | D  | D  | N  | D  | D  | N  | N  | V  | N  | D  | D  | N  | D  |
| Points    | 0  | 3  | 3  | 4  | 4  | 7  | 8  | 11 | 12 | 15 | 15 | 18 | 18 | 21 | 21 | 22 | 22 | 25 | 25 | 25 | 28 | 28 | 31 | 31 | 32 | 32 | 32 | 33 | 33 | 33 | 34 | 35 | 38 | 39 | 39 | 39 | 40 | 40 |
| Place     | 19 | 9  | 13 | 13 | 15 | 14 | 14 | 12 | 12 | 9  | 13 | 8  | 10 | 7  | 10 | 10 | 12 | 9  | 12 | 14 | 11 | 12 | 10 | 12 | 12 | 12 | 13 | 13 | 14 | 15 | 15 | 15 | 14 | 15 | 16 | 16 | 16 | 16 |

Source : Liste des rencontres

Terrain : D = Domicile ; E = Extérieur. Résultat: D = Défaite ; N = Nul ; V = Victoire.